# Mentzelia multiflora
Mentzelia multiflora là một loài thực vật có hoa trong họ Loasaceae. Loài này được (Nutt.) A. Gray mô tả khoa học đầu tiên năm 1849.

## Hình ảnh

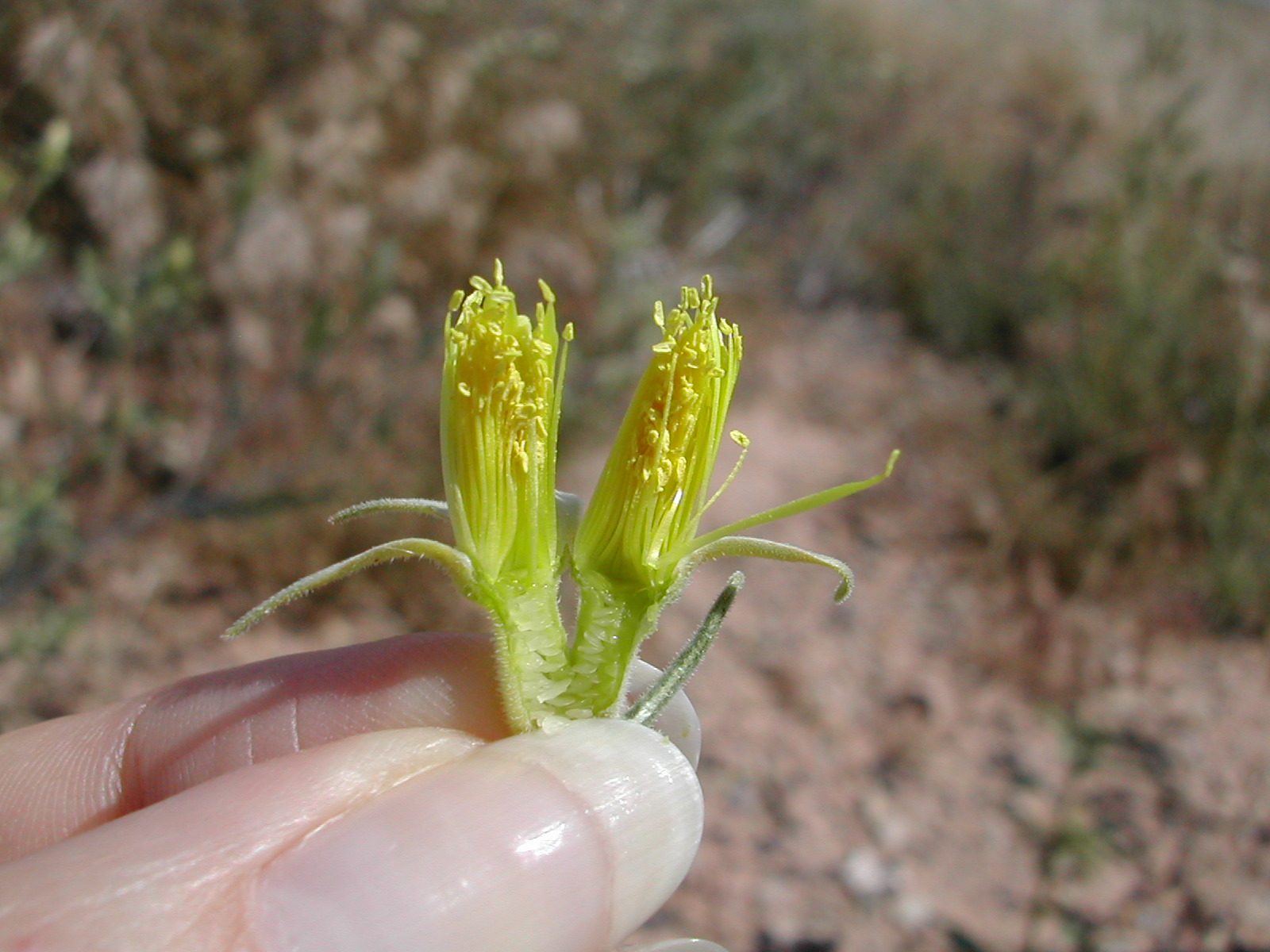
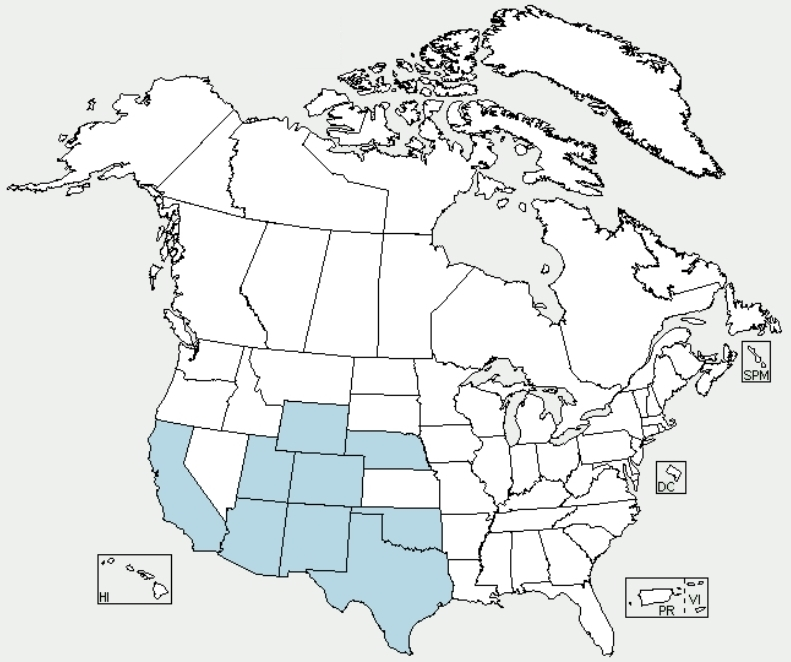
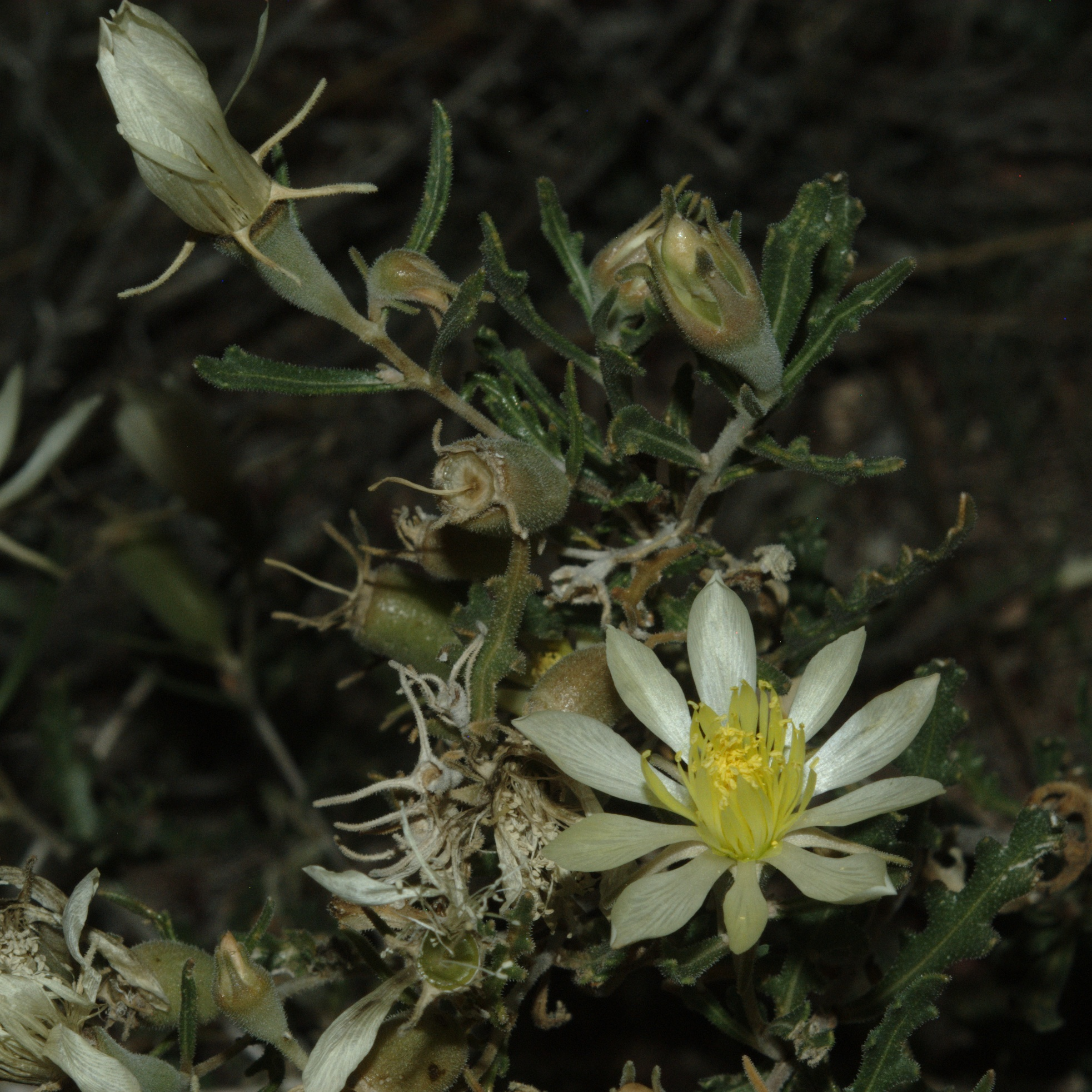